# Zrówieńka wschodniokarpacka
Zrówieńka wschodniokarpacka (Isophya posthumoidalis) – gatunek górskiego owada prostoskrzydłego z rodziny pasikonikowatych (Tettigoniidae) opisany naukowo w 1971 roku z zachodnich Bieszczadów przez Władysława Bazyluka. Został stwierdzony na wysokościach od 700 do 1130 m n.p.m. na śródleśnych łąkach oraz na połoninach. Występowanie tego gatunku odnotowano również we wschodnich Bieszczadach oraz na Słowacji.